# Arne Sigtenbjerggaard
Arne Hansen Sigtenbjerggaard (født 11. oktober 1951) er en dansk politiker, der fra 1. januar 2010 til 28. februar 2017 var borgmester i Vejle Kommune, valgt for Venstre. Han valgte at gå af som borgmester i god tid inden kommunalvalget 2017, så hans efterfølger i Venstre, Jens Ejner Christensen, kunne få en glidende overgang, idet han dog selv forblev i kommunalrådet perioden ud. Manøvren lykkedes, idet Christensen efter valgte kunne fortsætte som borgmester i kommunen.
Arne Sigtenbjerggaard er uddannet folkeskolelærer, er gift, og har to børn. Han har tidligere været borgmester i Jelling Kommune i 5 år, medlem af Vejle Amtsråd i 9 år, og viceborgmester i Vejle fra 2005 til 2009.